# Stare Miasto (gromada w powiecie konińskim)
Stare Miasto – dawna gromada, czyli najmniejsza jednostka podziału terytorialnego Polskiej Rzeczypospolitej Ludowej w latach 1954–1972.
Gromady, z gromadzkimi radami narodowymi (GRN) jako organami władzy najniższego stopnia na wsi, funkcjonowały od reformy reorganizującej administrację wiejską przeprowadzonej jesienią 1954 do momentu ich zniesienia z dniem 1 stycznia 1973, tym samym wypierając organizację gminną w latach 1954–1972.
Gromadę Stare Miasto z siedzibą GRN w Starym Mieście utworzono – jako jedną z 8759 gromad na obszarze Polski – w powiecie konińskim w woj. poznańskim, na mocy uchwały nr 25/54 WRN w Poznaniu z dnia 5 października 1954. W skład jednostki weszły obszary dotychczasowych gromad Barczygłów, Janowice, Krągola, Rumin, Stare Miasto i Żychlin ze zniesionej gminy Stare Miasto w tymże powiecie. Dla gromady ustalono 26 członków gromadzkiej rady narodowej.
1 stycznia 1960 do gromady Stare Miasto włączono obszar zniesionej gromady Modła w tymże powiecie.
1 stycznia 1962 do gromady Stare Miasto włączono miejscowości Nowiny i Trójka ze znoszonej gromady Kuchary Kościelne w tymże powiecie.
31 grudnia 1971 do gromady Stare Miasto włączono obszar zniesionej gromady Lisiec Wielki w tymże powiecie.
Gromada przetrwała do końca 1972 roku, czyli do kolejnej reformy gminnej. 1 stycznia 1973 w powiecie konińskim reaktywowano gminę Stare Miasto.